# Peter Harlander
Peter Harlander (* 24. März 1974 in Salzburg) ist ein österreichischer Rechtsanwalt, eingetragener Mediator, IT-Sachverständiger und Politiker in Salzburg. Er ist Mitglied der ÖVP.

## Ausbildung
Peter Harlander absolvierte seine Ausbildung in seiner Heimatstadt Salzburg. Er besuchte die Volksschule Nonntal und das Neusprachliche Gymnasium, das Harlander 1992 mit der Matura abschloss. Danach begann ein Studium der Rechtswissenschaften an der Universität Salzburg, wo er 1998 zum Mag. iur. spondierte. Von 2003 bis 2004 absolvierte Harlander am Wirtschaftsförderungsinstitut Salzburg die Ausbildung zum in die Liste des Justizministeriums eingetragenen Mediator.
Parallel zu seiner juristischen Ausbildung befasste sich Harlander mit der Rechtsinformatik.

## Rechtsanwalt, eingetragener Mediator
Seine berufliche Karriere als Jurist startete Harlander 1999 als Rechtspraktikant am Bezirks- und Landesgericht Salzburg, wo er das neunmonatige Gerichtspraktikum absolvierte. Danach war er bis zur Absolvierung der Rechtsanwaltsprüfung und Eintragung in die Liste der Rechtsanwälte im Jahr 2008 in der Salzburger Rechtsanwaltskanzlei seines Vaters Dr. Herbert Harlander als Rechtsanwaltsanwärter tätig. Seit 2005 ist Peter Harlander als eingetragener Mediator, seit 2008 als selbständiger Rechtsanwalt und Kanzleipartner von Herbert Harlander tätig.
Der Schwerpunkte seiner Tätigkeit liegt im Bereich des IT- und Internetrechts, in welchem er regelmäßig Publikationen verfasst und Vorträge hält.

## IT-Sachverständiger
Von 2000 bis 2006 betrieb Harlander das Salzburger Rechtsinformatik-Unternehmen / Werbeagentur harlander ITM. 2005 erzielten Projekte von harlander ITM den dritten Platz beim Constantinus Award und den ersten Platz beim Wirtschaftspreis WIR – Wirtschaft in der Region. 2006 wurde harlander ITM an die Firma neteco verkauft. Seither ist Harlander schwerpunktmäßig als IT-Sachverständiger tätig.
2007 gründete Harlander gemeinsam mit Martin Sternsberger die erste österreichische, ausschließlich auf Marketing in virtuellen Welten spezialisierte Agentur Second Promotion. In Second Life baute Harlander mit seinem Avatar Ice Stawberry Salzburg und Wien, welches im Sommer 2007 für ca. drei Monate zu den 20 weltweit besuchten Plätzen gehörte.

## Politische Laufbahn
Harlander ist Mitglied der ÖVP und des Wirtschaftsbundes.
Seit 2003 vertritt er als Funktionär der Wirtschaftskammer Salzburg in verschiedenen Positionen die Interessen der Unternehmer des Bundeslandes Salzburg.
Harlander war Stv. Fachgruppenobmann der Fachgruppe UBIT (Unternehmensberatung und IT), Sprecher der Berufsvertretung IT in der Wirtschaftskammer Salzburg und Mitglied in den GO-Ausschüssen „IT-Dienstleister“ und „Telekom-Dienstleister“ des Fachverbandes UBIT der Wirtschaftskammer Österreich.
Harlander war Organisator des jährlichen eday der Wirtschaftskammer Salzburg (eine Veranstaltung zu verschiedenen IT-Themen mit ca. 15 Referenten und 400 Teilnehmern) und Mitorganisator des jährlichen UBIT-Zukunftsforums (eine Podiumsdiskussion zu allgemein relevante Zukunftsthemen aus den Bereichen IT und Unternehmensberatung).
Von 2011 bis 2014 war er Landesvorsitzender des Jungen Wirtschaftsbundes Salzburg.

## Aktuelle Funktionen
Seit 2010 ist er Mitglied des Bezirksstellenausschusses Salzburg Stadt der Wirtschaftskammer Salzburg.
Seit 2011 organisiert Harlander die Salzburger Verkehrsplattform Stau in Salzburg, welche von den Medien teilweise als „polarisierend“ kritisiert wird.
Seit 2013 leitet Harlander gemeinsam mit Ferdinand Wegscheider die Bewegung Gegen Tempo 80.
2014 kandidiert Harlander zum Salzburger Gemeinderat.

## Kunst
2007 nahm Peter Harlander als Künstler am Ars Electronica Festival teil. Harlander präsentierte das Projekt Trans Reality Video Phone Booth – eine ausrangierte Telefonzelle der Telekom Austria, welche Harlander so umgebaut hatte, dass damit Videokonferenzen zwischen realen Menschen und Avataren der virtuellen Welt Second Life möglich waren. Zusätzlich war Harlander im Rahmen des Festivals in seiner Eigenschaft als IT-Rechtsexperte Podiumsgast beim Montagsgespräch des Standard. Weiters gestaltete Harlander 2007 die Eröffnung der Ausstellung „The Second Life Experience“ im net.culture.space mit.